# کائوری‌خوارها
کائوری‌خوارها (نام علمی: Agathiphaga) نام یک سرده از خانوادۀ تک‌نماد کائوری‌خواران و از بالاخانوادۀ تک‌نماد کائوری‌خوارواران از راسته پروانه‌سانان است. کائوری (Agathis) نوعی درخت است.